# اعزيب ابرارق (بكارة)
اعزيب ابرارق هو دُوَّار يقع بجماعة اجوامعة، إقليم الفحص أنجرة، جهة طنجة تطوان الحسيمة في المملكة المغربية. ينتمي الدوّار لمشيخة بكارة التي تضم 21 دوار. يقدر عدد سكانه بـ 1097 نسمة حسب الإحصاء الرسمي للسكان والسكنى لسنة 2004.

## روابط خارجية
- البوابة الوطنية للجماعات الترابية
- المندوبية السامية للتخطيط